# ضياء جبيلي
 ضياء جبيلي روائي وقاص عراقي ولد في مدينة البصرة في 23 مايو 1977م وما زال يعيش فيها. ساهم مع أقرانه من الروائيين العراقيين في إبراز المعالم الجديدة للرواية العراقية بعد تغيير عام 2003، ويُلاحظ في أعماله اتخاذه مدينة البصرة مكاناً تجري فيه الأحداث على نحو يتنقل من خلاله عبر التاريخ لتتداخل فيه الأزمنة أو تتصل ببعضها لتنتج رؤية مقارِبة لما حدث ولا يزال يحدث. نشر عدداً من القصص في مجلات عالمية مثل World Literature Today و Granta و Vestal Review وArabLit و panipal وتُرجمت مجموعته القصصية «لا طواحين هواء في البصرة» الفائزة بجائزة الملتقى للقصة القصيرة العربية إلى الإنكليزية، دار نشر ديب فلوم من قبل تشيب روزيتي.

## أعماله

### روايات
| السنة | اسم الرواية                                          | الناشر                                                                       |
| ----- | ---------------------------------------------------- | ---------------------------------------------------------------------------- |
| 2007  | لعنة ماركيز                                          | (ط1)اصدارات اتحاد الادباء والكتاب في البصرة. (ط2) دار ماركيز للنشر والتوزيع. |
| 2009  | وجه فنسنت القبيح                                     | (ط1) إصدارات اتحاد الأدباء والكتاب في البصرة. (ط2) منشورات الهجان.           |
| 2011  | بوغيز العجيب                                         | (ط1)مؤسسة الدوسري للثقافة والنشر البحرين. (ط2) دار المكتبة الأهلية.          |
| 2014  | تذكار الجنرال مود                                    | (ط1) دار وراقون في البصرة. (ط2) دار بوهيما للنشر/الجزائر.                    |
| 2016  | أسد البصرة                                           | منشورات الجمل في بيروت                                                       |
| 2017  | المشطور، ست طرائق غير شرعية لاجتياز الحدود نحو بغداد | منشورات الجمل.                                                               |
| 2018  | الاسم على الأخمص                                     | دار سطور                                                                     |
| 2019  | ساق الفرس                                            | دار الفراشة                                                                  |
| 2021  | البطريق الأسود                                       | منشورات الهجان.                                                              |

### قصص قصيرة
| السنة | اسم القصة القصيرة         | الناشر                                                              |
| ----- | ------------------------- | ------------------------------------------------------------------- |
| 2016  | ماذا نفعل بدون كالفينو    | (ط1)دار مدارك للنشر والتوزيع-الخرطوم (ط2) دار شهريار ودار الرافدين. |
| 2017  | حديقة الأرامل             | (ط1)دار سطور للنشر والتوزيع (ط2) دار وتر.                           |
| 2018  | لا طواحين هواء في البصرة  | دار سطور للنشر والتوزيع                                             |
| 2019  | النمر الذي يدعي أنه بورخس | منشورات نابو                                                        |

### رواياته
- لعنة ماركيز رواية مكتوبة بحبكة بوليسية، عن خمسة كُتّاب مغمورين يعيشون في ظل الدكتاتورية وظروف الحصار الاقتصادي في فترة التسعينات، ويقررون كتابة رواية مشتركة عن العراق، يسبقون فيها الروائي الكولومبي غارسيا ماركيز الذي يظنون أنه سيكتب عن بلدهم يوماً ما. لكنهم ما أن تنتهي الرواية حتى يبدأون بالتساقط بصورة غامضة ما بين قتيل ومفقود.

الراوي هو موظف يعمل في دائرة البريد، يعثر بعد الاحتلال البريطاني للبصرة عام 2003 على مخطوطة في طرد بريدي مكتوبة بلغة مشفرة، فيبدأ الموظف بترجمتها، ويتحرى بشأنها فيكتشف أنها عائدة إلى أحد أفراد المجموعة التي قررت كتابة الرواية، يروي فيها الملابسات والأحداث الغامضة التي أودت بحياة أفراد المجموعة. وفي النهاية يتعرف على القاتل.
- وجه فنسنت القبيح وهي رواية قصيرة، وقصة داخل قصة. تتحدث عن كاتب قصص بوليسية يكتب قصة عن أول جريمة حدثت في البصرة بعد الاحتلال البريطاني للمدينة في عام 2003. فيستدعى أحد المحققين البريطانيين من أجل التحقيق بالجريمة، في وقت كانت المؤسسة الأمنية وجهاز الشرطة العراقيين منهاران بسبب الاحتلال. يمتزج الواقع بالخيال بطريقة متشابكة، وبمرور الوقت يكتشف الراوي أنه مقتول ويخبره بذلك المحقق البريطاني أحد شخصيات قصته.
- بوغيز العجيب يُكلف طالب عراقي في جامعة كامبردج من قبل أستاذ المخطوطات بالتحقيق في مخطوطة عثر عليها في مكتبة الجامعة، مكتوبة باللغة العربية ويظن أنها معنية بثورة الزنج الشهيرة التي حدث في البصرة في النصف الثاني من القرن التاسع الميلادي ضد الدولة العباسية بقيادة علي بن محمد، لكن عندما يحقق الطالب العراقي في المخطوطة يكتشف أنها ليست هي نفسها قصة ثورة الزنج الشهيرة، إنما هي قصة غريبة حدثت في البصرة أيضاً نهاية القرن التاسع عشر، وقام بسرد أحداثها حكواتي من أهل البصرة، وتتحدث عن ثورة أيضاً قام بها مجموعة من العبيد من ذوي البشرة السوداء في إحدى مناطق المدينة، بعد عقدين مضيا على حادثة إعدام رجل أسود يعمل ساقياً في المنطقة نفسها، من قبل الأهالي بتهمة قتل أحد أعيان المدينة.
- تذكار الجنرال مود تنقسم الرواية إلى قسمين متجاورين ومترابطين في الثيمة. القسم الأول يرويه شخص من خلال رسائل يكتبها إلى سمكة قرش يظن أنها افترست صديقه الصحفي الذي ذهب إلى الخليج ليعد تقريراً صحفياً عن هجمات أسماك القرش على الصيادين العراقيين في شبه جزيرة الفاو الساحلية.

القسم الثاني يرويه شخص آخر اسمه السيد انقلاب، وهو جد الصحفي المفقود في القسم الأول، وتُسرد أحداث هذا القسم عن طريق حكايات سومرية يرويها السيد انقلاب للأولاد الصغار عن ستة أولاد لأم واحدة في قلعة معزولة تسكنها طائفة هاربة من ظلم جلجامش، وهؤلاء الأولاد الستة يفترسهم القرش تباعاً.
يمتزج الواقعي بالغرائبي في هذه الرواية لينتج خطاب ما بعد كولونيالي، يضم شخصيات تاريخية ومعاصرة وأسطورية مثل الجنرال ستانلي مود قائد الحملة البريطانية في العراق، والرئيس السابق صدام حسين، والملك في الميثيولوجيا السومرية جلجامش.
- أسد البصرة أسد البصرة" رواية خامسة للعراقي ضياء جبيلي، صدرت حديثا عن منشورات الجمل، تتناول موضوعة الهويات والأقليات المنقرضة في العراق، وما تبقى منها في ظل الأنظمة المتعاقبة منذ عقد الخمسينات إلى ما بعد الاحتلال الأميركي للعراق العام 2003.توظف الرواية صراع نساء ثلاث (هيلا – ميساك – حنان) يعشن في المدينة نفسها وينتمين إلى ديانات وأعراق وهويات مختلفة، من أجل الاستحواذ على ميول وعواطف الشخصية الرئيسية في الرواية المتمثلة بـ "موشي – خاجيك - أمل"، وهو شخصية متذبذبة، حائرة، لا تكاد تستقر على حال أو اسم أو مكان، جاء نتيجة قصة حب بين رجل يهودي عراقي وامرأة أرمنية عراقية كانا يعملان معاً في القنصلية البريطانية في البصرة، وقد انتهت علاقتهما بالزواج ثم التغييب لكليهما والاختفاء بطريقة غامضة ومجهولة. وبسبب ظروف كل من المرأتين: هيلا – العمة، وميساك – الخالة، يُعهد بابنهما إلى عائلة مسلمة من الطبقة الوسطى، تتكون من رجل وزوجته (حنان) يعملان في مجال التمثيل المسرحي، ليتبنياه من دون أن يؤدي ذلك إلى انقطاعه عن عمته اليهودية وخالته الأرمنية، اللتين تمارسان ضغطهما المستمر في سبيل انتشاله من البيئة التي وجد نفسه في وسطها منذ طفولته المبكرة، ويستمر هذا الضغط حتى النهاية، بعد حرب 2003، عندما تطلب كل امرأة منهما اصطحابه إلى جهة معينة، هذه إلى إسرائيل وتلك إلى أرمينيا، في حين يقرر هو الذهاب لملاقاة الروائي البيروفي ماريو فارغاس يوسا الذي زار العراق في حزيران وتموز 2003، ليروي له قصة حياته التي يعتقد أنها تصلح كمادة لكتابة رواية.
- المشطور، ست طرائق غير شرعية لاجتياز الحدود نحو بغداد

## عن رواياته
- واقعياً وتركيبياً، فإن رواية (تذكار الجنرال مود) تشكل مقطعاً سردياً جزئياً في سردية الأنساب الأنثربولوجية لواقع ما بعد التغيير، الزاخرة باحتمالات تخييلية لا حصر لها. وبتعبير شائع في نقدنا المعاصر، فالرواية تفصيل هامشي صغير (قرابة فرعية جزئية) في سردية الأنساب التاريخية الكبرى. غير أني لا أميل إلى هذا التصنيف الشائع، وأفضّل عليه معياراً آخر يعتمد على الرابط «المتحفي» الذي تتجاور في رواقه أيقونات التاريخ الافتراضية، وأشجار القرابات التناصية، بعلاقات ثقافية متبادلة، ترتفع من الماضي إلى الحاضر. وقد اختار منها ضياء الجبيلي ما يؤثث تركيباته السردية بأسلوب «التحري» و«التنقيب» الذي كتب فيه رواياته الثلاث السابقة. ولعله ماثلَ بين أيقونته الخرافية (القرش) والهيكل العظمي لسمكة حوت جنحت لشواطئنا، واحتفظ به متحف التاريخ الطبيعي في البصرة حتى السنة التي أُطِيح فيها بنظام صدام. وعلى هذا المنوال نسجَ تناظره للحوادث، بين هياكل أحفورات خيالية منقرضة وأنساب محفورة على صفحات الضمير العراقي بلغة الحقيقة القريبة للأذهان، في تركيبات سردية متداخلة.

الكاتب والقاص العراقي محمد خضير
- يمكن القول ان رواية «تذكار الجنرال مود» للروائي العراقي ضياء جبيلي (دار وراقون/ط1/2014) هي واحدة من الروايات العراقية المهمة القليلة التي صدرت خلال العقود الثلاثة الأخيرة من عمر السردية العراقية، ولا تكتسب هذه الرواية أهميتها مما قد يقال عن موقعها على الخارطة العائدة لما اصطلح على تسميتها بـ«الرواية العراقية الجديدة» لأن رواية جبيلي مثلما انها جاءت مختلفة عن روايات كثيرة اشتهرت بتمركزها (أو تمركز مؤلفوها) حول الاستعادات الذاتية شبه الغامضة، في معظم نتاجات الرواية العراقية «ما قبل الجديدة»، فإنها وقفت خارج مشاكل البطء والتكرار على مستوى التقانة، والهوس بالتقليعات الثقافوية وحتى الانثربولوجية التي لم تتمكن من العثور، كما هو الحال في أكثر من محاولة، على عناصر القوة داخل السرد لدى العديد من كتاب الرواية العراقية الجديدة.

الناقد العراقي صادق ناصر الصكر

## كتب مشتركة
- ذاكرة المقهى، قصص قصيرة جداً من اصدرات اتحاد الادباء والكتاب في البصرة
- لاعبو السرد، انطلوجيا قصص قصيرة، المشهد القصصي في البصرة، من اصدرات اتحاد الادباء والكتاب في البصرة
- عراق + 100 قصص من العراق صدرت بالانكليزية عن دار كوما برس Comma Press في لندن، عنوان القصة المشاركة «العامل» بترجمة اندرو ليبر
- الأدب العراقي الراهن، مجلة مجلة بانيبال

## الجوائز
- جائزة دبي للإبداع عن رواية لعنة ماركيز 2007.
- جائزة الطيب صالح عن المجموعة القصصية ماذا نفعل بدون كالفينو 2017.[5]
- القائمة الطويلة لجائزة الملتقى للقصة القصيرة العربية في الكويت عن المجموعة القصصية حديقة الأرامل 2017.
- جائزة الملتقى للقصة القصيرة العربية بالشراكة مع الجامعة الأمريكية عن مجموعة «لا طواحين هواء في البصرة» في الكويت 2018.[6]
- جائزة  كتارا للرواية العربية في دورتها العاشرة 2024 (فئة الرواية التاريخية غير المنشورة) عن روايته «السرد الدري في ما لم يروهِ الطبري - ثورة الزنج».[7]

## وصلات خارجية
https://twitter.com/DJubaili